# Retta Scott
Retta Scott (23 de febrero de 1916 – 26 de agosto de 1990) fue una artista estadounidense. Se convirtió en la primera mujer en ser acreditada como animadora en una película de Walt Disney Animation Studios, lo que ocurrió en Bambi (1942).

## Biografía

### Primeros años
Scott nació en Omak (Washington), y se graduó de la Roosevelt High School de Seattle en 1934. Scott recibió una beca de la Seattle Art & Music Foundation cuando cursaba cuarto grado, la que utilizó para asistir durante diez años a clases de arte creativo. Posteriormente recibió una beca de tres años para asistir al Instituto de Arte Chouinard, por lo que se mudó a Los Ángeles (California). Pasó gran parte de su tiempo libre dibujando vida silvestre en el zoológico del Parque Griffith. Su ambición era desarrollar una carrera en bellas artes.
Cuando terminó sus clases en el Instituto Chouinard, su director Vern Caldwell le sugirió solicitar trabajo en el estudio de Walt Disney, basándose en su pasión por los animales. Inicialmente no estaba interesada debido a los cortometrajes animados por los que era conocida la empresa, pero Caldwell la recomendó para trabajar en Bambi, un largometraje que estaba en producción. Finalmente se unió a la compañía en 1938 para trabajar en el Departamento de Historia.

### Trabajo en Disney
Scott trabajó en los guiones gráficos de Bambi, en escenas que mostraban al protagonista, su madre, y unos perros de caza. Sus compañeros varones se impresionaron con su trabajo, ya que asumieron inicialmente que solo un artista hombre era capaz de crear dibujos con aquel tipo de intensidad y habilidad técnica. Su trabajo llamó la atención del propio Disney, así que cuando la película comenzó su producción fue asignada para animar las escenas donde unos perros persiguen al personaje de Faline. Scott trabajó bajo la supervisión del director David D. Hand, y fue instruida por el animador Eric Larson. Esta posición se transformó en un gran logro para la artista, ya que durante aquella época las mujeres del estudio eran consideradas solo para realizar tareas rutinarias: "El entintado y pintura de los dibujos era una porción laboriosa del proceso de la animación, y era de dominio exclusivo de las mujeres". Su promoción a animadora se debió en parte al éxito de ella misma y de otras mujeres como Bianca Majolie, Sylvia Holland y Mary Blair como artistas de guiones gráficos. Incluso después de recibir un ascenso como animadora, ella y su trabajo continuaron siendo poco apreciados en la industria. Aunque la artista femenina más reconocida de Disney es Mary Blair, fue Retta Scott quien abrió las puertas a las mujeres en la industria de la animación. Scott se convirtió en la primera mujer en recibir créditos como animadora en una película del estudio.
Además de Bambi (1942), Scott participó en las películas Fantasía (1940) y Dumbo (1941), así como en un largometraje cancelado llamado Wind in the Willows. También hizo una aparición en The Reluctant Dragon (1941), y trabajó de forma independiente con su colega Woolie Reitherman en un libro infantil cancelado titulado B-1st. A pesar de haber sido despedida en 1941, Scott fue recontratada rápidamente por el estudio en 1942, colaborando en videos educativos y otros cortos de menor escala. Su breve despido se debió en parte a una huelga de animadores de Disney en el verano de 1941, pese a que Scott fue uno de los pocos animadores que no participó en la huelga. Se retiró el 2 de agosto de 1946 después de casarse con el comandante de submarino Benjamin Worcester.
Los primeros dibujos de Scott para el estudio Disney se encuentran albergados en The Walt Disney Family Museum, ubicado en San Francisco (California).

### Trabajo posterior
Scott se mudó junto a su marido a Washington D. C., donde se dedicó a ilustrar libros infantiles como The Santa Claus Book y Happy Birthday. También continuó colaborando para Disney a través de trabajos independientes, como las ilustraciones que hizo para el libro Walt Disney's Cinderella a Big Golden Book. La artista se divorció de su marido en 1981, y continuó trabajando de forma activa como ilustradora hasta 1982, cuando volvió a ser contratada como animadora, esta vez en la empresa Luckey-Zamora Moving Picture Company.
Scott sufrió un derrame cerebral en diciembre de 1985, y falleció el 26 de agosto de 1990 en su casa de Foster City (California). Fue galardonada de manera póstuma con el reconocimiento de Disney Legends en el año 2000.